# 素敵だね
『素敵だね』（すてきだね）はスクウェア（現スクウェア・エニックス）から発売のロールプレイングゲーム『ファイナルファンタジーX』の主題歌である。

## 解説
野島一成作詞、植松伸夫作曲、ヴォーカルはRIKKI（中野律紀）。また、RIKKIの出身地である鹿児島県の南日本放送 (MBC) が夕方のニュース番組『MBCニューズナウ』のエンディングテーマとして2001年7・8月に使用した。
シングルは15万枚の売上を記録した。
オリジナルのバンド・ヴァージョンやオーケストラ・ヴァージョンなど4つのヴァージョンがある。オーケストラ・ヴァージョンはエンディングのBGMとして、そしてゲーム中の幾つかの曲のベースともなっている。
歌のスタイルはギターと三味線を多用した伝統的なもので、ゲーム中のアジア的な雰囲気を反映する。テレビゲームの歌曲が西洋での発売のために英語詞がつけられることが多い中、この歌は『ファイナルファンタジーX』の北米・欧州版でもそのまま日本語で歌われている。
韓国語版は 2002年『オルマナ チョウルカ』（얼마나 좋을까）という曲名でイ・スヨンがカヴァー。ベトナム語版が"Điều đó không thật đẹp sao?"という曲名でタイン・チュックによりカヴァーされている。中国語では『绚烂无比』（絢爛無比）というタイトルがつけられている。
カップリングの『Pure Heart』は、『ファイナルファンタジーVII』の楽曲『エアリスのテーマ』を元にしている。スクウェアのホームページで実施した歴代ファイナルファンタジーシリーズのBGM人気投票で1位となったことを受けて制作された。

## 収録曲
1. 素敵だね featured in FINAL FANTASY X
作詞：野島一成  作曲：植松伸夫 編曲：浜口史郎
2. 御月様 〜ウティキサマ〜
作詞：RIKKI  作曲：RIKKI 編曲：黒田亜樹
3. Pure Heart
作詞：白鳥英美子  作曲：植松伸夫  編曲：Jim Ediger
4. 素敵だね featured in FINAL FANTASY X（instrumental）
作詞：野島一成  作曲：植松伸夫 編曲：浜口史郎